# Google Currents
Google Currents(グーグルカレント)とは、かつてGoogleが運営していた企業向けコミュニケーションサイト。2011年から2013年に存在していたGoogle Currents（英語版） とは全くの無関係である。
2019年4月に一般向けサービスが終了したGoogle+のG Suiteユーザー向けのものを、名称変更・機能を追加する形でサービスを開始した。2023年7月5日にサービスを終了し、コンテンツやコミュニティはGoogle Chatの「スペース」機能に、一部機能を削減したうえで移行された。
2021年2月、Google Currents を Chat のスペースに移行することを発表された。
2023年7月5日、Google Currentsの提供が終了した。